# 10 de Marzo
10 de Marzo är en ort i Mexiko.   Den ligger i kommunen Tapachula och delstaten Chiapas, i den sydöstra delen av landet, 900 km sydost om huvudstaden Mexico City. 10 de Marzo ligger 515 meter över havet och antalet invånare är 127.
Terrängen runt 10 de Marzo är huvudsakligen kuperad, men åt sydost är den platt. Runt 10 de Marzo är det tätbefolkat, med 286 invånare per kvadratkilometer. Närmaste större samhälle är Tapachula, 15,3 km söder om 10 de Marzo. I omgivningarna runt 10 de Marzo växer huvudsakligen savannskog.